# Балезинщина
 Балезинщина — деревня в Кировской области. Входит в состав муниципального образования «Город Киров»

## География
Расположена на расстоянии примерно 18 км по прямой на запад от железнодорожного вокзала станции Киров.

## История
Известна с 1678 года как починок Тренки Балезина с 2 дворами, в 1764 году 107 жителей, в 1802 году 28 дворов. В 1873 году здесь (деревня Треньки Балезина или Балезино, Балзинское) дворов 34 и жителей 279. В 1905 (деревня Треньки Балезина или Балезинщина) дворов 60 и жителей 433, в 1926 (Балезинщина) 81 и 356, в 1950 90 и 298, в 1989 165 жителей. Административно подчиняется Октябрьскому району города Киров.

## Население
Постоянное население составляло 69 человек (русские 94%) в 2002 году, 82 в 2010.